# NUKAT
Націона́льний універсальний центральний каталог (пол. Narodowy Uniwersalny Katalog Centralny, NUKAT) — головний національний зведений онлайн-каталог польських наукових та навчальних бібліотек, частина віртуальної глобальної системи нормативного контролю VIAF.
NUKAT є центральним всепольським каталогом, що дає змогу користувачам локалізувати пошук необхідної літератури в одній зі 130 наукових бібліотек, які використовують різні бібліотечні системи (Horizon, VTLS, Aleph, Innopac) та беруть участь у проєкті.
NUKAT було створено з метою забезпечення наступних умов розвитку інформаційного обслуговування користувачів на основі технології Інтернет:
- вільний доступ до повної бібліографічної інформації про фонди польських наукових бібліотек;
- поліпшення функціонування міжбібліотечного абонемента;
- виконувати роль фонду рекордів для інших польських бібліотек;
- надавати можливість вести правильну ретроконверсію карткових каталогів в електронну форму — інформації стають доступними читачеві з будь-якого місця в Польщі і у світі[2].

NUKAT виникає шляхом зведеної обробки видань в обраних бібліотеках, що значно зменшує вартість його створення і ліквідовує багатократну обробку одного і того ж самого документу в багатьох бібліотеках. Управління NUKAT здійснюється через Центр NUKAT Університетської Бібліотеки у Варшаві, в якій знаходиться сервер каталогу.